# アリス・ハーズ
アリス・ハーズ（Alice Herz、1882年5月25日 - 1965年3月26日）は、アメリカ合衆国の平和運動家。ベトナム戦争の継続に抗議して、焼身自殺した。ドイツ名はアリーチェ・ヘルツ、旧姓はシュトラウス（Strauß）。ドイツのハンブルク出身。

## 人物・略歴
ベトナムの仏教僧ティック・クアン・ドックの焼身自殺に呼応して同様に自殺したアメリカ人は8人いたが、アリス・ハーズが1人目だった（他にノーマン・モリソン、ロジャー・ラポート、セレーン・ジャンコウスキーなどがいる）。ハーズは平和運動家として長年活動した後、1965年3月16日、82歳の時、ミシガン州デトロイトで自殺を決行した。子供とドライブ中に偶然その現場を目撃した人物が燃えさかる炎に包まれた彼女を見つけて火を消し止めたため、その場で一命を取り留めたが、重度の火傷がもとで10日後に亡くなった。テイラー・ブランチ（Taylor Branch）によるAt Canaan's Edge（2006年）によると、リンドン・B・ジョンソン大統領が投票権法への賛成を表明する演説を議会で行ったことが直接のきっかけになって、ベトナム反戦を行動で示す必要を感じたのだという。またハーズは、ジョンソン大統領が武力によって、選んだ国を消滅させてしまう、と非難していた。ベトナム戦争はハーズの死後も10年にわたって続けられた。
ハーズはユダヤ系ドイツ人であり、夫を亡くした後の1933年に娘ヘルガを連れてドイツを脱出した。このときハーズは、ナチズムの到来はかなり前から明らかだったと言ったという。当初フランスに逃れたが、1940年にフランスがドイツによる侵攻を受けたため、その後しばらくのあいだスペイン国境近くの収容所で過ごした後、1942年に娘ヘルガとともにアメリカ合衆国に亡命した。その後クエーカーに改宗 してデトロイトに居を定め、ヘルガは市立図書館で図書館員として働き、アリスは数年にわたってウェイン州立大学でドイツ語講師として働いた。ハーズ母子は合衆国の市民権を申請したが、国防のため武器を取るという宣誓を拒否したため、認められなかった。ヘルガは後年、市民権を再申請し、1954年に取得している。だがアリスが同様にしたかは不明である。
ハーズは自殺の直前、友人たちや仲間の反戦活動家たちに遺書となる手紙を投函していた。こうした遺書では主に、当時世界的な話題となっていたティック・クアン・ドックらベトナムの仏教僧・尼僧たちの抗議自殺に彼女が追随を決意したことが述べられている。ある友人によれば、ハーズはデモ行進、抗議声明、論説記事や公開書簡などあらゆる手段で反戦活動をおこなったが、他にどんな手段がありうるか思案していたという。明らかに彼女は焼身自殺が究極的な抗議行動になると結論したのである。
日本でアリス・ハーズの名前が知られているのは、もっぱらハーズの著書の翻訳者である芝田進午の尽力による。芝田はアメリカの哲学者ジョン・サマーヴィルを介してハーズと知り合い、13年にわたって文通していた。ハーズの死後芝田は、彼女との往復書簡を活字化するとともに、キリスト教民主主義を採るスイスのドイツ語の月刊誌『ノイエ・ヴェーゲ（「新しい道」の意）』に彼女がアメリカ亡命以前から継続的に発表していた数々の論文・論説のいくつかを選んで翻訳し公刊した。アリス・ハーズ夫人記念平和基金（Peace Fund in Memory of Mrs. Alice Herz）は、自殺報道の後集まった多額の義捐金にこれらの書籍の印税をあわせて設立されたものである。
2003年には、ベルリンに彼女の名を付けた広場（北緯52度30分50秒 東経13度36分25秒 / 北緯52.514度 東経13.607度）が設けられた。

## 翻訳
- 芝田進午編訳『われ炎となりて』　弘文堂　1966年（のち青木文庫）
- 芝田進午編訳『ある平和主義者の思想』　岩波書店（岩波新書）　1969年

## 関連
- 由比忠之進 - 1967年11月11日、同様にベトナム戦争に抗議して焼身自殺した（死亡は翌日）。